# Cleomenes semiargentens
Cleomenes semiargentens là một loài bọ cánh cứng trong họ Cerambycidae.